# Consejo Nacional de Mujeres de Cataluña
El Consejo Nacional de Mujeres de Cataluña (CNDC) es el órgano participativo y consultivo del Instituto Catalán de las Mujeres que reúne las diferentes entidades, asociaciones, grupos y consejos de mujeres del territorio catalán para aquellas cuestiones vinculadas al Plan de actuación del Gobierno de la Generalidad de Cataluña en materia de políticas de mujeres en los ámbitos político, económico, social y cultural. Sus campos de actuación son aquellos que tienen relación directa o indirecta con el reconocimiento del papel social y la calidad de vida de las mujeres. La acción del CNDC quiere ser integral y asumir aspectos relacionados con todos este ámbitos.

## Funcionamiento
Para el desarrollo de sus competencias, prevé la creación de grupos de trabajo como herramientas de profundización en temas específicos sobre las políticas de mujeres. Es función genérica de estos es la de auxiliar el Plenario (formado por 309 asociaciones) y la Comisión Permanente en el cumplimiento de sus funciones y la realización de estudios, dictámenes, planes o propuestas de actuación específicos en relación con las políticas de mujeres.